# Thalmanninella
Thalmanninella, en ocasiones erróneamente denominado Thalmaninella, es un género de foraminífero planctónico considerado un sinónimo posterior de Rotalipora de la subfamilia Rotaliporinae, de la familia Rotaliporidae, de la superfamilia Rotaliporoidea, del suborden Globigerinina y del orden Globigerinida. Su especie tipo era Thalmanninella brotzeni. Su rango cronoestratigráfico abarca desde el Albiense superior (Cretácico inferior) hasta el Cenomaniense (Cretácico superior).

## Descripción
Thalmanninella incluía especies con conchas trocoespiraladas, de forma biconvexa; sus cámaras eran subrómbicas, con forma triangular en el lado umbilical; sus suturas intercamerales eran curvadas y elevadas (carenas circumcamerales en ambos lados); su contorno era redondeado y lobulado; su periferia era aguda, con una carena bien desarrollada en las primeras cámaras; su ombligo era estrecho, bordeado por una cresta periumbilical; su abertura era interiomarginal, umbilical-extraumbilical, con forma de arco bajo generalmente asimétrica, y rodeada con un pórtico que se prolonga al centro del ombligo; parte de las sucesivas aberturas podían permanecer como aberturas suplementarias en el lado umbilical, las últimas de las cuales eran suturales; presentaba pared calcítica hialina, macroperforada con baja densidad de poros, y de superficie lisa a punteada; una lamela o costra secundaria de superficie rugosa podía llegar a ocultar los poros.

## Discusión
Thalmanninella fue propuesto como un subgénero de Rotalipora, es decir, Rotalipora (Thalmanninella). Muchos autores han considerado Thalmanninella un sinónimo subjetivo posterior de Rotalipora. Clasificaciones posteriores han considerado Thalmanninella un género válido, y ha sido incluido en la superfamilia Globigerinoidea.

## Paleoecología
Thalmanninella incluía especies con un modo de vida planctónico, de distribución latitudinal cosmopolita, y habitantes pelágicos de aguas intermedias a profundas (medio mesopelágico superior a batipelágico superior, en o bajo la termoclina).

## Clasificación
Thalmanninella incluía a las siguientes especies:
- Thalmanninella appenninica †
- Thalmanninella balernaensis †
- Thalmanninella brotzeni †
- Thalmanninella cushmani †
- Thalmanninella gandolfii †
- Thalmanninella jaquesigali †
- Thalmanninella micheli †
- Thalmanninella porthaulti †
- Thalmanninella praebalernaensis †
- Thalmanninella reicheli †
- Thalmanninella ticinensis †
  - Thalmanninella ticinensis conica †
- Thalmanninella wicheri †